# Edificio del Banco Español de Crédito (Jerez de la Frontera)
El edificio del Banco Español de Crédito es un edificio situado en la calle Larga de Jerez de la Frontera, concretamente frente a la Rotonda de los Casinos, en el cruce entre las calles Larga y Bizcocheros. Fue inaugurado el 24 de abril de 1945, y diseñado por el arquitecto Fernando Cánovas del Castillo y de Ibarrola. Fue la principal sucursal Banco Español de Crédito (Banesto) en la ciudad desde su inauguración hasta 2013, cuando el Banco Santander absorbió el banco y se instaló en el edificio.
El edificio fue construido en un período de gran expansión para el Banco Español de Crédito, durante los años de postguerra de la dictadura franquista. No fue la primera sucursal de la ciudad, existiendo otra anteriormente en la Plaza del Banco.

## Descripción
El edificio es un ejemplo de la llamada arquitectura bancaria o arquitectura financiera del siglo XX, que es aquella arquitectura utilizada en edificios bancarios que pretendía exaltar el poder y grandeza del banco. Destaca por su estilo neobarroco, caracterizado por una estructura monumental y el uso de materiales de alta calidad, como piedra y hormigón armado. Su diseño incorpora elementos decorativos, como la portada monumental con baquetón, columnas salomónicas y un arco mixtilíneo. Los ventanales de la planta baja están decorados con enrejados de hierro, que incluyen medallones con las iniciales del banco (BEC).
Su planta baja estaba dedicada a la atención al público y oficinas, mientras que en la primera planta se encontraban las viviendas del director e interventor del banco, y la segunda planta alberga el archivo. Además, contaba con un sótano destinado al almacenamiento de carbón para las calderas.